# АЕС Блайе
АЕС Блайе (фр. Centrale nucléaire du Blayais) — діюча атомна електростанція на південно-заході Франції в регіоні Нова Аквітанія. 
АЕС розташована на березі естуарію Жиронда на території комуни Бро-Е-Сен-Луї в департаменті Жиронда в 20 км на північ від міста Блай і в 67 км від Бордо.
Станція включає в себе 4 енергоблоки з реакторами з водою під тиском (PWR) проекту Framatome потужністю 951 МВт кожен.

## Інциденти
27 грудня 1999 року сильний приплив і шквальний вітер дозволили воді перебратися через загороджувальні стіни атомної станції та проникнути на її територію. У цей період три з чотирьох реакторів на станції Блайе перебували в діючому стані, два з них серйозно постраждали. Вийшли з ладу дві ЛЕП, що живили другий і четвертий реактори. Ситуацію врятували аварійні дизельні генератори, які пропрацювали рекордні 3,5 години. Також на першому енергоблоці сміттям забило водозабірник насоса системи охолодження. В результаті реактор довелося терміново зупиняти. Цей випадок змусив переглянути заходи безпеки на багатьох французьких прибережних АЕС. Біля самої АЕС Блайе була надбудована захисна дамба на 50 сантиметрів, що пропонувалося зробити протягом декількох років до повені.

## Інформація по енергоблоках
| Енергоблок | Тип реакторів | Потужність | Потужність | Початок будівництва | Запуск     | Підключення до мережі | Введення в експлуатацію | Закриття |
| Енергоблок | Тип реакторів | Чиста      | Брутто     | Початок будівництва | Запуск     | Підключення до мережі | Введення в експлуатацію | Закриття |
| ---------- | ------------- | ---------- | ---------- | ------------------- | ---------- | --------------------- | ----------------------- | -------- |
| Блайе-1    | PWR, CP1      | 910 МВт    | 951 МВт    | 01.01.1977          | 20.05.1981 | 12.06.1981            | 01.12.1981              | —        |
| Блайе-2    | PWR, CP1      | 910 МВт    | 951 МВт    | 01.01.1977          | 28.06.1982 | 17.07.1982            | 01.02.1983              | —        |
| Блайе-3    | PWR, CP1      | 910 МВт    | 951 МВт    | 01.04.1978          | 29.07.1983 | 17.08.1983            | 14.11.1983              | —        |
| Блайе-4    | PWR, CP1      | 910 МВт    | 951 МВт    | 01.04.1978          | 01.05.1983 | 16.05.1983            | 01.10.1983              | —        |